# Amiphenazole
Amiphenazole (Daptazile) là một chất kích thích hô hấp truyền thống được sử dụng như một thuốc giải độc cho quá liều barbiturat hoặc thuốc phiện, thường kết hợp với bemegride, cũng như ngộ độc từ các thuốc an thần khác  và điều trị suy hô hấp từ những nguyên nhân khác. Nó được coi là đặc biệt hữu ích vì nó có thể chống lại thuốc an thần và ức chế hô hấp do morphin tạo ra nhưng ít có tác dụng giảm đau. Nó vẫn hiếm khi được sử dụng trong y học ở một số quốc gia, mặc dù phần lớn nó đã được thay thế bằng các chất kích thích hô hấp hiệu quả hơn như doxapram và các chất đối kháng opioid cụ thể như naloxone.